# مديرية القصور الوطنية (تركيا)
في تركيا ، تعد مديرية القصور الوطنية (بالتركية: Millî Saraylar İdaresi Başkanlığı) مؤسسة مسؤولة عن حماية القصور الوطنية في جميع أنحاء البلاد. وهي تابعة لمكتب رئيس تركيا.